# Узкоколейная железная дорога Бельниковского торфопредприятия
Узкоколейная железная дорога Бельниковского торфопредприятия — Торфовозная узкоколейная железная дорога. Колея 750 мм, максимальная длина 20 км, эксплуатируется в настоящее время 20 км. Год открытия: 1964 год.

## История
Бельниковское торфопредприятие находится в посёлке Номжа Нейского района, Костромской области. В 1962 году возникло Бельниковское торфопредприятие, ориентировочная дата открытия узкоколейной железной дороги в 1964 году. Узкоколейная железная дорога строилась для вывозки торфа и для подвоза рабочих к торфяникам.

## Современное состояние
По состоянию на 2012 год узкоколейная железная дорога работает, грузовое движение,  транспортировка торфа и перевозка рабочих к торфяникам. Торф - перегружаются в вагоны широкой колеи и отправляется на Шарьинскую ТЭЦ, Бельниковское т/пр является основным поставщиком фрезерного торфа для ТЭЦ и котельной в поселке Номжа Нейского района и Костромская ТЭЦ-1. Бельниковское торфопредприятие поставляет торф сельскохозяйственный для сельскохозяйственных предприятий Костромской области.

## Подвижной состав

### Локомотивы
- ТУ7 — № № 1333, 2480
- ТУ6А — № 1816
- ТУ6П — № 0004
- ЭСУ2А — № 668

### Вагоны
- Вагоны цистерны
- Хопперы-дозаторы
- Вагоны платформы
- Полувагоны для торфа
- Пассажирские вагоны ПВ40
- Вагон транспортёр для перевозки крупногабаритной торфодобывающей техники.

### Путевые машины
- Снегоочистители
- Путевой струг УПС1
- Путеукладчики ППР2МА

## Фотогалерея

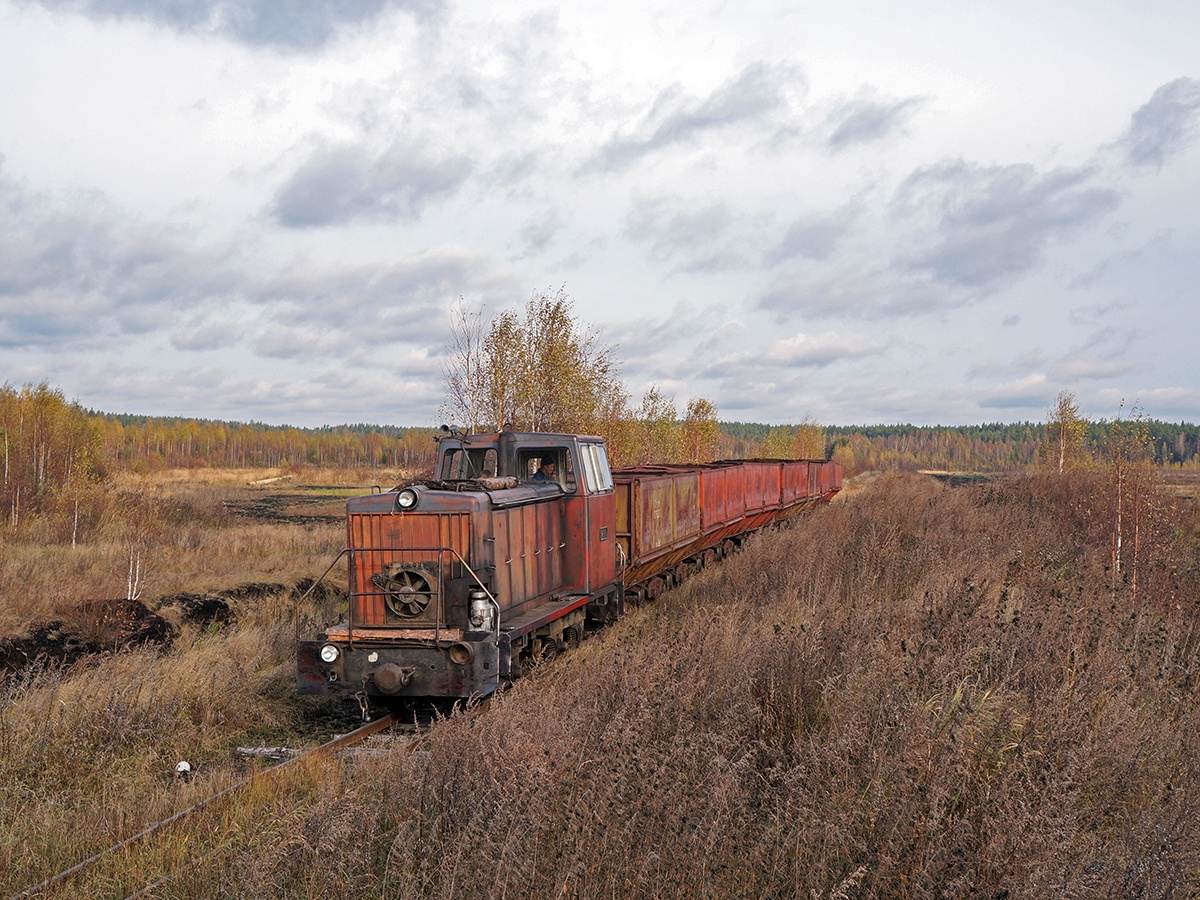
ТУ6А-1816 с порожними вагонами на торфяных полях
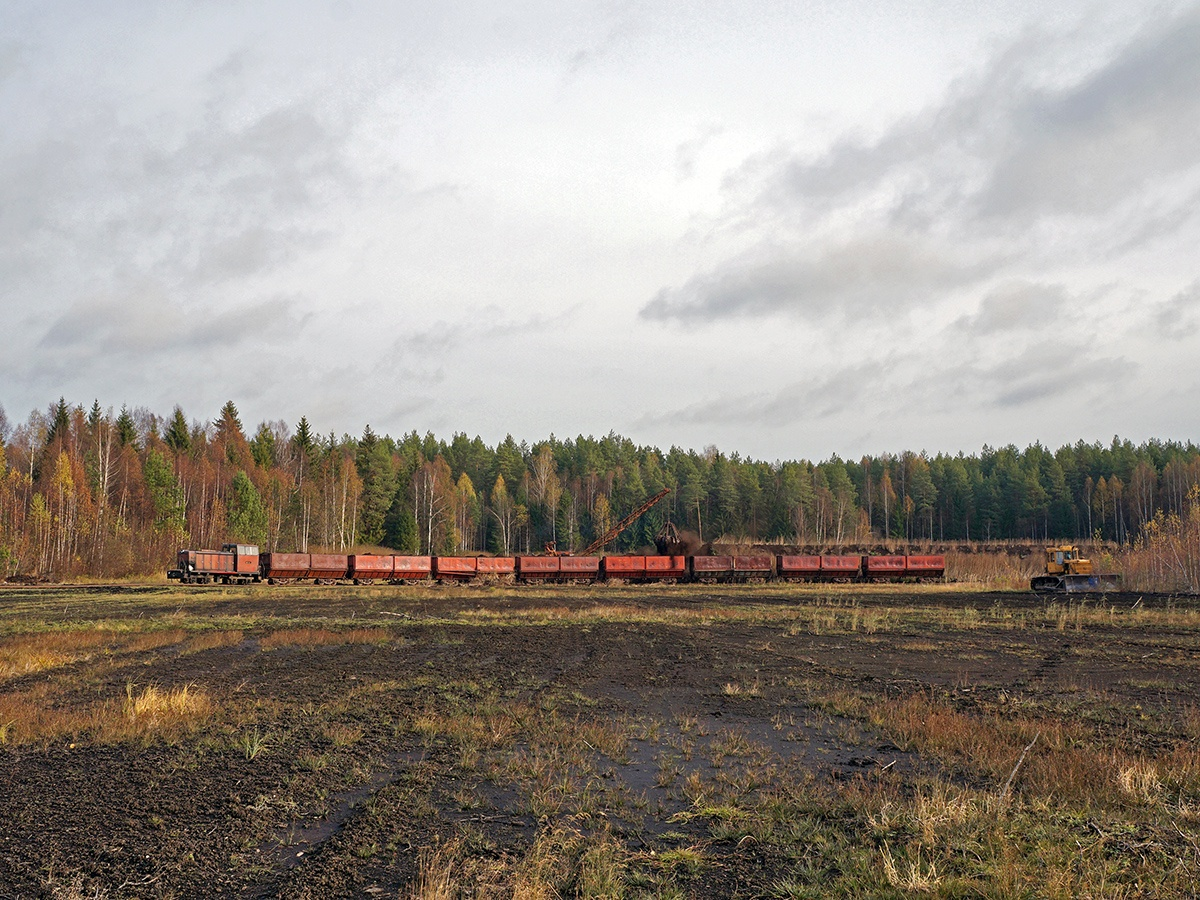
ТУ6А-1816 с грузовым поездом на погрузке торфа
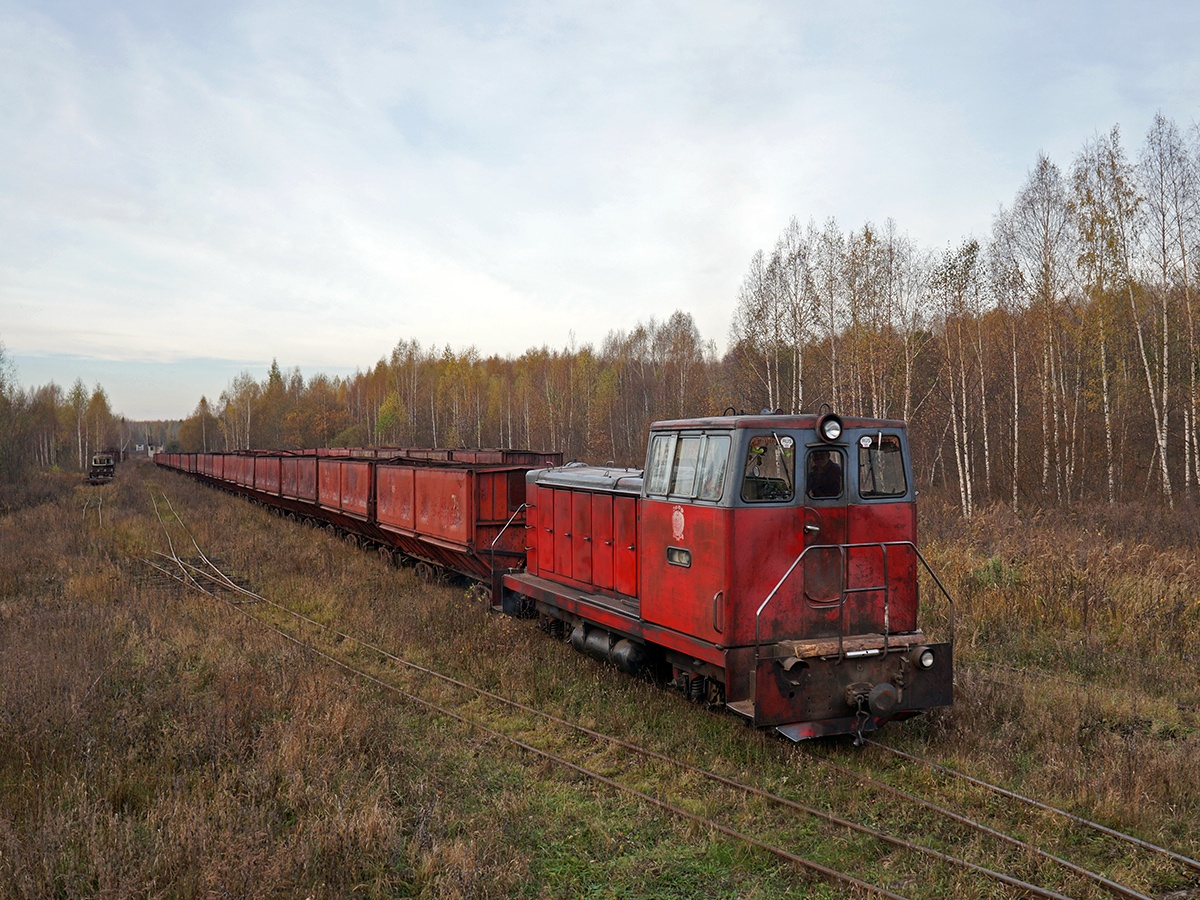
ТУ7-2480 с грузовым поездом отправляется со станции
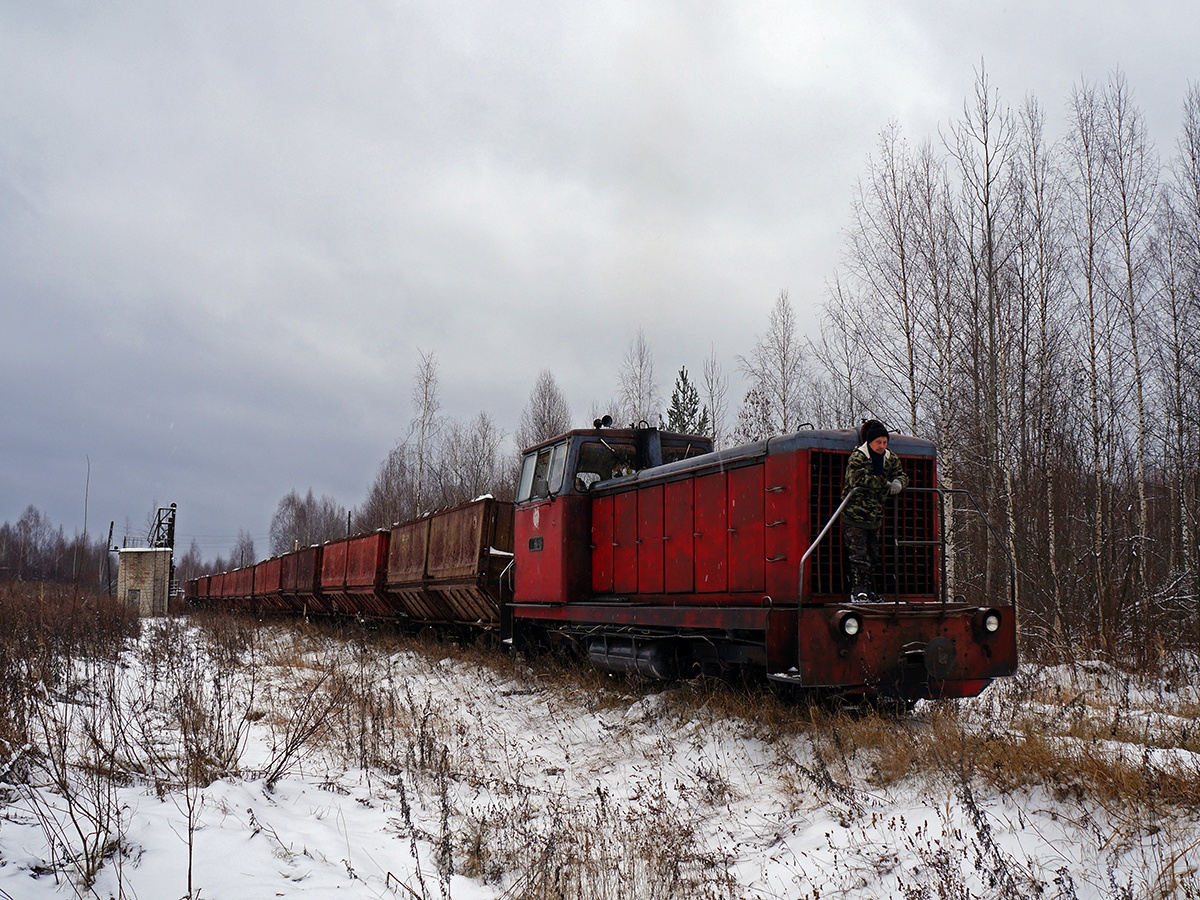
ТУ7-2480 с грузовым поездом на перегрузе